# Monstrotyphis
Monstrotyphis is een geslacht van weekdieren uit de klasse van de Gastropoda (slakken).

## Soorten
- Monstrotyphis bivaricata (Verco, 1909)
- Monstrotyphis carolinae (Houart, 1987)
- Monstrotyphis imperialis (Keen & Campbell, 1964)
- Monstrotyphis jardinreinensis (Espinosa, 1985)
- Monstrotyphis montfortii (A. Adams, 1863)
- Monstrotyphis pauperis (Mestayer, 1916)
- Monstrotyphis singularis Houart, 2002
- Monstrotyphis tangaroa Houart & B. A. Marshall, 2012
- Monstrotyphis teramachii (Keen & Campbell, 1964)
- Monstrotyphis tosaensis (Azuma, 1960)
- Monstrotyphis yatesi (Crosse & P. Fischer, 1865)